# Saint-Georges-de-la-Rivière
Saint-Georges-de-la-Rivière település Franciaországban, Manche megyében. Lakosainak száma 253 fő (2022. január 1.). Saint-Georges-de-la-Rivière Barneville-Carteret, Le Mesnil, Saint-Jean-de-la-Rivière, Saint-Maurice-en-Cotentin és Port-Bail-sur-Mer községekkel határos.

## Népesség
A település népessége az elmúlt években az alábbi módon változott:

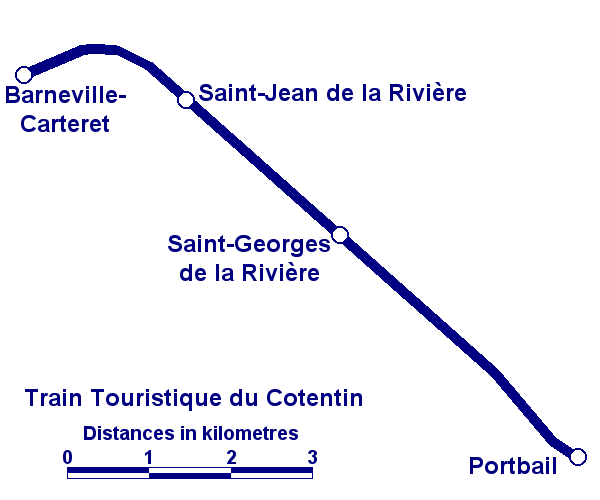

| Lakosok száma | 247  | 210  | 183  | 239  | 294  | 280  | 278  | 284  | 273  | 253  |
|               | 1968 | 1982 | 1990 | 2006 | 2013 | 2015 | 2017 | 2019 | 2020 | 2022 |